# Revere (Massachusetts)
Revere es una ciudad ubicada en el condado de Suffolk en el estado estadounidense de Massachusetts. En el Censo de 2010 tenía una población de 51.755 habitantes y una densidad poblacional de 1.976,73 personas por km².

## Geografía
Revere se encuentra ubicada en las coordenadas 42°25′16″N 70°59′25″O / 42.42111, -70.99028. Según la Oficina del Censo de los Estados Unidos, Revere tiene una superficie total de 26.18 km², de la cual 14.74 km² corresponden a tierra firme y (43.71%) 11.45 km² es agua.

## Demografía
Según el censo de 2010, había 51.755 personas residiendo en Revere. La densidad de población era de 1.976,73 hab./km². De los 51.755 habitantes, Revere estaba compuesto por el 74.1% blancos, el 4.87% eran afroamericanos, el 0.36% eran amerindios, el 5.58% eran asiáticos, el 0.03% eran isleños del Pacífico, el 11.76% eran de otras razas y el 3.31% pertenecían a dos o más razas. Del total de la población el 24.38% eran hispanos o latinos de cualquier raza (5.8% Salvadoreño, 4.9% Colombiano, 3.7% Puertorriqueño, 1.9% Mexicano, 1.5% Guatemalteco, 1.3% Dominicano) .

## Educación
Las Escuelas Públicas de Revere gestiona escuelas públicas.
- Escuela Mary T. Ronan